# Мелес Зенауи
Мелес Зенауи Асрес (амх. መለስ ዜናዊ / Meles Zēnāwī; 8 мая 1955, Адуа — 20 августа 2012, Брюссель) — эфиопский политический и государственный деятель, президент Эфиопии в 1991—1995 годах, премьер-министр Эфиопии в 1995—2012 годах. Пришёл к власти после победы в гражданской войне и свержения режима Менгисту. С 1975 возглавлял Народный фронт освобождения Тыграя, а с 1989 также Революционно-демократический фронт эфиопских народов. За время своего правления произвёл в Эфиопии крупномасштабные политические и социально-экономические преобразования, но в то же время установил авторитарный режим с этническим уклоном.

## Биография
Зенауи родился 8 мая 1955 года (по другим данным — в 1954 или 1956 году) в городе Адуа в северной провинции Тигре, ныне регион Тыграй. В 1972 году он, окончив школу, приехал в столицу учиться на врача в Университете Аддис-Абебы, но его планы были сорваны военным переворотом группы офицеров «Дерг». Политика «красного террора», проводимая новыми властями, оттолкнула Зенауи от них и вынудила его уйти в подполье. Занявшись борьбой с режимом, он возглавил Марксистско-ленинскую лигу Тигре, входившую в руководимый им же Народный фронт освобождения Тыграй (НФОТ). Тогда же Зенауи взял псевдоним «Мелес», в память об убитом товарище.
В 1989 году Мелес Зенауи стал руководителем Революционно-демократического фронта эфиопских народов (РДФЭН), созданного в результате объединения НФОТ, Национально-демократического движения Амхара, народно-демократической организации Оромо и Южноэфиопского народно-демократического движения. В мае 1991 года РДФЭН нанёс окончательное поражение правительственным войскам и сверг правительства Менгисту Хайле Мариама, завершив многолетнюю гражданскую войну.
28 мая 1991 года Мелес Зенауи становится президентом новой Эфиопии. Он стал одним из создателей конституции 1994 года, преобразовавшей Эфиопию в федеративную парламентскую республику. После этого он 22 августа 1995 года стал премьер-министром и возглавлял правительство до своей смерти.
Долгое время Мелес Зенауи был марксистом крайне левого толка, позиционируя себя как сторонника Энвера Ходжи, обвиняя СССР и КНР в предательстве дела коммунизма. В 1990 году он сменил идеологическую ориентацию на более либеральную. Главным для новых властей стало восстановление экономики, доведённой многолетним правлением Менгисту Хайле Мариама до катастрофы. С этой целью правительство Зенауи провело аграрную реформу, распустив госхозы и колхозы. Земля, оставаясь в собственности государства, была передана в аренду крестьянам на 99 лет. Благодаря этому Эфиопия смогла выйти на шестое место в мире по экспорту кофе, десятое место в мире по производству животноводческой продукции, второе место в Африке по выращиванию кукурузы. Появилась и новая для Эфиопии отрасль сельского хозяйства — цветоводство. Страна смогла занять второе место в Африке по объемам экспорта цветов. Развивается и производство сахара, в которое было инвестировано до $7,5 млрд.
Развивалась при Мелесе Зенауи и промышленность. В первую очередь инвестиции направляются в лёгкую и пищевую промышленность, а также в производство стройматериалов. В начале 2010-х годов в Эфиопии открылся первый в стране автосборочный завод. Улучшение экономической ситуации вызвало строительный бум. В результате ВВП Эфиопии на душу населения, упавший с 1990 по 1995 годы более чем на 42 %, к 2010 году вырос до $398, что на 55 % больше чем в 1990 году.
Помимо экономических проблем Зенауи приходилось решать и другие задачи. Так, в 1993 году от Эфиопии отделилась Эритрея, что оставило страну без собственных морских портов. Мирный «развод» не решил всех проблем между Эфиопией и её бывшей провинцией, что привело к  войне с Эритреей  в 1998 году. После победы Эфиопии Зенауи не стал возвращать Эритрею в состав страны и сразу после окончания военных действий вывел войска из бывшей мятежной провинции. Несмотря на обвинения в предательстве, он, хоть и с трудом, сумел добиться заключения мирного договора. Позже, в 2006 и в 2011 годах Мелес Зенауи дважды вводил эфиопские войска в соседнее Сомали, раздираемое на части сепаратистами, пиратами и исламистами. Именно он освободил сомалийскую столицу Могадишо от боевиков Союза исламских судов, вернув над ней контроль переходному федеральному правительству во главе с Абдуллахи Юсуфом Ахмедом. Позже он же успешно посредничал в переговорах о мирном разделении соседнего Судана на Север и Юг.
Несмотря на обвинения от оппозиции в цензуре СМИ, в проведении нечестных выборов, жестокости при разгоне демонстраций протеста и давлении на соперничающие партии, Мелес Зенауи пользовался уважением на Западе. Политики и журналисты западных стран высоко оценивали личную скромность Мелеса Зенауи, особенно выделяющуюся на фоне других африканских лидеров, склонных к пышной роскоши, его миротворческие усилия в Восточной Африке, а также умение держаться на равных, общаясь на понятном Западу языке. Так, в 2004 году Мелес Зенауи стал членом Африканской комиссии британского премьера Тони Блэра, призванной бороться с бедностью на африканском континенте.
Умер 20 августа 2012 года от инфекции. На посту премьер-министра его сменил Хайлемариам Десалень, преемниками во главе НФОТ стали Абай Волду, затем Дебрецион Гебремикаэль.
Мелес Зенауи был женат и имел четверых детей.